# Det perfekte menneske
Pour les articles homonymes, voir L'Homme parfait.
Pour plus de détails, voir Fiche technique et Distribution.
Det perfekte menneske (littéralement, L'Homme parfait) est un film danois réalisé par Jørgen Leth, sorti en 1968. 
Ce court métrage en noir et blanc de 13 minutes met en scène un homme et une femme, étiquetés « parfaits » d'une manière détachée, fonctionnelle dans une salle blanche immense, comme s'ils étaient des sujets dans un zoo.

## Fiche technique
- Titre original : Det perfekte menneske
- Réalisation : Jørgen Leth
- Scénario : Jørgen Leth, Ole John
- Photographie : Henning Camre, Ole John
- Montage : Knud Hauge
- Musique : Henning Christiansen
- Studio : Kortfilm
- Pays de production :  Danemark
- Format : noir et blanc — 35 mm
- Genre : film expérimental, documentaire
- Durée : 13 minutes
- Dates de sortie : 
  - Danemark : 14 juin 1968
  - France : 1990 (Festival du cinéma nordique)

## Distribution
- Claus Nissen
- Majken Algren Nielsen
- Jørgen Leth

## Postérité
Le film a été revisité en cinq versions, au travers de différentes contraintes imposées à Jørgen Leth par le réalisateur Lars von Trier. Elles ont été compilées dans Five Obstructions, sorti en 2003,.